# آلبرتو سریونی
آلبرتو سریونی (انگلیسی: Alberto Cerioni; ۱ اکتبر ۱۹۱۹ – 1948) بازیکن فوتبال اهل آرژانتین بود.
از باشگاه‌هایی که در آن بازی کرده‌است می‌توان به باشگاه فوتبال ناسیونال اروگوئه، باشگاه فوتبال اینتر میلان، و باشگاه فوتبال جیمناسیا لاپلاتا اشاره کرد.